# Грей-Маунтін
Грей-Маунтін (англ. Gray Mountain) — Невключена територія в окрузі Коконіно, штат Аризона, США. 

## Демографія
У 2010 році на території мешкало приблизно 75 осіб (у 2000 році — 118 осіб). 
Чоловіків — 33 (44.3 %);

Жінок — 41 (55.7 %).
Медіанний вік жителів: 26.2 років;
по Аризоні: 35.6 років;
Середній розмір домогосподарства: 4.1 осіб; по Аризоні: 2.7 осіб. 

### Доходи
Середній скоригований валовий дохід в 2004 році: $16,655;
по Аризоні: $50,097.
Середня заробітна плата: $16,138;
по Аризоні: $42,146.

### Расова / етнічна приналежність (перепис 2010)
Білих — 17.

 Афроамериканців — 0.

 Індіанців — 54.

 азіатів — 0.

 Корінних жителів Гавайських островів та інших островів Тихого океану — 0.

 Інші — 0.

 Відносять себе до 2-х або більше рас — 1.

 Латиноамериканців — 0.